# آندره ویلاس-بوآس
لوییس آندره دِ پینا کابرال اِ ویلاس-بوآس (پرتغالی: Luís André de Pina Cabral e Villas-Boas؛ زادهٔ ۱۷ اکتبر ۱۹۷۷) که با نام آندره ویلاس-بوآس شناخته می‌شود، سرمربی فوتبال اهل پرتغال است.وی رئیس فعلی باشگاه فوتبال پورتو است‌.
وی به عنوان جوان‌ترین مربی اروپا به همراه پورتو چهار قهرمانی به دست آورده‌است. وی با قراردادی ۱۵ میلیون یورویی (۱۳٬۳ میلیون پوند) در ژوئن ۲۰۱۱ به عنوان سرمربی باشگاه چلسی انتخاب شد و در ۴ مارس ۲۰۱۲ به دلایل نتایج ضعیف از کار برکنار شد.
وی در حالی در بالاترین سطح فوتبال مربی‌گری می‌کند که تجربه‌ای به عنوان یک بازیکن حرفه‌ای را ندارد.
بواس در تاریخ ۳ ژوئیه ۲۰۱۲ با امضای قراردادی ۳ ساله هدایت تیم تاتنهام هاتسپر را بر عهده گرفت. با وجود اینکه تیمش در تمام ۶ بازی گروهی لیگ اروپا به پیروزی رسیده و در رتبه هفتم لیگ برتر انگستان قرار داشت در تاریخ ۱۶ دسامبر ۲۰۱۳ از سمت خود برکنار شد. او در ۱۸ مارس ۲۰۱۴ به عنوان سرمربی تیم زنیت سن پترزبورگ معرفی شد. ویلاس-بوآس برای یک فصل هدایت شانگهای اس‌آی‌پی‌جی و برای دو فصل سرمربی‌گری المپیک مارسی را عهده‌دار بود.

## افتخارات
پورتو (۲۰۱۱–۲۰۱۰)
- لیگ برتر پرتغال (۱): ۱۱–۲۰۱۰
- جام حذفی فوتبال پرتغال (۱): ۱۱–۲۰۱۰
- سوپر جام فوتبال پرتغال (۱): ۲۰۱۰
- لیگ اروپا (۱): ۱۱–۲۰۱۰

## آمار مربی‌گری
| آکادمیکا | پرتغال   | ۱۴ اکتبر ۲۰۰۹ | ۲ ژوئن ۲۰۱۰    | ۳۰  | ۱۱  | ۹  | ۱۰ | ۰۳۷ |
| پورتو    | پرتغال   | ۲ ژوئن ۲۰۱۰   | ۲۱ ژوئن ۲۰۱۱   | ۵۸  | ۴۹  | ۵  | ۴  | ۰۸۴ |
| چلسی     | انگلستان | ۲۲ ژوئن ۲۰۱۱  | ۴ مارس ۲۰۱۲    | ۴۰  | ۱۹  | ۱۱ | ۱۰ | ۰۴۸ |
| تاتنهام  | انگلستان | ژوئیه ۲۰۱۲    | ۱۶ دسامبر ۲۰۱۳ | ۸۰  | ۴۴  | ۲۰ | ۱۶ | ۰۵۵ |
| مجموع    | مجموع    | مجموع         | مجموع          | ۲۰۸ | ۱۲۳ | ۴۵ | ۴۰ | ۰۵۹ |